# Jun Kamiwazumi
Jun Kamiwazumi (神和住純?, Kamiwazumi Jun; Ishikawa, 1º ottobre 1947) è un ex tennista giapponese.

## Carriera
In carriera ha raggiunto due finali di doppio all'ATP Osaka nel 1973 e al Denver Open nel 1974. Nei tornei del Grande Slam ha ottenuto il suo miglior risultato raggiungendo i quarti di finale di doppio misto all'Open di Francia nel 1973, in coppia con la connazionale Kazuko Sawamatsu.
In Coppa Davis ha disputato un totale di 36 partite, collezionando 20 vittorie e 16 sconfitte. Per la sua costanza nel rappresentare il proprio Paese nella competizione è stato insignito del Commitment Award.

## Statistiche

### Doppio

#### Finali perse (2)
| Numero | Anno            | Torneo              | Superficie | Compagno     | Avversari in finale       | Punteggio |
| 1.     | 13 ottobre 1973 | ATP Osaka, Osaka    | Cemento    | Ken Rosewall | Jeff Borowiak Tom Gorman  | 4-6, 6-7  |
| 2.     | 28 aprile 1974  | Denver Open, Denver | Sintetico  | Mark Cox     | Arthur Ashe Roscoe Tanner | 3-6, 6-7  |